# Ruud Hesp
Rudolfus Hubertus Hesp, dit Ruud Hesp, est un footballeur néerlandais né le 31 octobre 1965 à Bussum (Hollande-Septentrionale). Il évoluait au poste de gardien de but.
Il commence sa carrière au HFC Haarlem, avant de signer au Fortuna Sittard où il reste sept ans. Il joue ensuite pour le Roda JC, puis au prestigieux FC Barcelone. Quand il arrive en Catalogne, c'est dans l'optique d'être le remplaçant de Vitor Baia, alors considéré comme étant l'un des meilleurs gardiens du monde. Mais Louis van Gaal, lassé des performances en dents de scie de son portier, choisit de le remplacer par son numéro 2, inconnu alors. Durant trois saisons, en dépit des critiques de certains, considérant le Néerlandais peu spectaculaire, voire limité, il reste indéboulonnable aux yeux de Van Gaal. Il dispute ainsi 95 rencontres de championnat d'Espagne et glane deux titres de champion, ainsi qu'une Copa del Rey. Mais la fin de règne difficile de Van Gaal (mauvais championnat 1999-2000, amorce de la politique des "galactiques" madrilènes par Florentino Pérez, nouvelle désillusion en Ligue des champions) est fatale au séjour barcelonais de Hesp. Van Gaal remercié, Hesp perd son principal soutien au sein du club. Il retourne finalement à l'été 2000 au Fortuna Sittard, où il termine sa carrière.
Bien qu'il ait été retenu par le sélectionneur Guus Hiddink pour participer à la Coupe du monde 1998 avec l'équipe des Pays-Bas, il ne glana au cours de sa carrière aucune sélection en équipe nationale.
Son frère Danny était également footballeur (défenseur central).

## Palmarès

### En club
- Vainqueur de la Supercoupe d'Europe en 1997 avec le FC Barcelone
- Champion d'Espagne en 1998 et en 1999 avec le FC Barcelone
- Vainqueur de la Coupe des Pays-Bas en 1997 avec le Roda JC
- Vainqueur de la Coupe du Roi en 1998 avec le FC Barcelone

### En Équipe des Pays-Bas
- 1 sélection en 1989 avec les B
- Participation au Championnat d'Europe des Nations en 1996 (1/4 de finaliste)
- Participation à la Coupe du Monde en 1998 (1/2 finaliste)

### Distinction individuelle
- Élu meilleur gardien du championnat des Pays-Bas en 1989